# Lienen
Lienen es un municipio alemán perteneciente al distrito de Steinfurt en Renania del Norte-Westfalia.

## Geografía
Al norte del municipio de Lienen se encuentra el parque natural del bosque de Teutoburgo (Teutoburger Wald) así como el valle de Holperdorper. El monte Westerbecker en el bosque de Teutoburgo tiene una altura de 235 m sobre NN y es uno de los más altos del Münsterland. Al sur se encuentra otro parque natural denominado: Münsterländer Parklandschaft.

## Historia
El municipio de Lienen se conocía en 1088 con el nombre de Lina. Lina significa 'pueblo en la ladera' de un monte del Bosque del Teutoburgo. Hasta el siglo XX la zona era puramente agricultura. En la época del siglo XVII al XIX la industria del lino era muy fuerte en la zona, En 1832 hubo problemas con la comercialización del lino y mucha población tuvo que emigrar a Estados Unidos.

## Personalidades
- Hermann Kriege, Revolucionario del Elternhaus, conocido por su relación con Karl Marx.